# میوا اوشیرو
میوا اوشیرو (انگلیسی: Miwa Oshiro؛ زاده ۲۶ اوت ۱۹۸۳) یک مانکن اهل ژاپن است. 